# Mariana Angélica de Andrade
Mariana Angélica de Andrade (Aldeia de Casa Branca, Sousel, 11 de mayo de 1840-Setúbal, 14 de noviembre de 1882) fue una poeta portuguesa.

## Biografía
Era hija de Francisca Pereira da Silva y del poeta, escritor y periodista Joaquim António Serrano.Nació en un pueblo del Alentejo, en 1840.Se trasladó a Setúbal a los 4 años con su madrina, Gertrudes Angélica d’ Andrade, de la que probablemente tomó sus apellidos.
Era descendiente del poeta portugués Curvo Semedo.Se casó por lo civil en 1874, en Setúbal, con el filólogo y escritor Cândido de Figueiredo. Se mudaron a Lisboa. Tuvo dos hijas: Rosalinda (n. 1875) y Corina (n. 1877).
En sus publicaciones abordaba los temas que le preocupaba, como la educación de la mujer y los problemas políticos y sociales de su época, como la guerra, la injusticia o la pobreza. Sus escritos fueron publicados en medios con los que colaboraba como la Gazeta Setubalense, A Voz Feminina, Almanaque de Senhoras , Almanaque de Lembranças, Grinalda Literária, Aspirações, Gazeta das Salas o el Diário de Notícias entre otros.
En 1870, publicó su primer libro, Murmúrios do Sado, que contaba con 61 poemas líricos. Póstumamente, se publicó Revérberos do Poente en 1883 y As Esporas do Alferes un año después.
Murió víctima de tuberculosis pulmonar. Fue enterrada el 16 de noviembre de 1882 en el Cemitério dos Prazeres. Tras su muerte, varios periódicos la denominaron la "Poetisa del Sado".

## Reconocimientos
En Setúbal existe una plaza con su nombre.

## Obra

### Obra impresa[1]
- Murmúrios do Sado (prefacio de Gomes de Amorim), Setúbal, Typographia José Augusto Rocha, 1870
- Reverberos do Poente (prefacio de Gomes de Amorim) , Oporto, Joaquim Antunes Leitão,'1883

### Colaboraciones[1]
- Gazeta Setubalense
- Aspirações
- Voz Feminina (1868-1869)
- Almanaque de Lembranças (1867)
- Almanaque de Senhoras (1871)
- "Liberdade" Grinalda Literária, 10/06/1874
- Gazeta das Salas, 1877